# Biuro Przemysłu Wojennego Ministerstwa Spraw Wojskowych
Biuro Przemysłu Wojennego Ministerstwa Spraw Wojskowych – jednostka organizacyjna Ministerstwa Spraw Wojskowych w II Rzeczypospolitej.
Biuro Przemysłu Wojennego składało się z komórek zajmujących się organizacją przemysłu wojennego oraz dostawami surowców i półfabrykatów. Zajmowało się
pracami nad rozbudową Centralnego Okręgu Wojskowego. 

## Obsada personalna biura
Szefowie biura
- płk dypl. piech. inż. Otton Czuruk (1935 – 1938)[1]
- płk uzbr. inż. Stanisław Witkowski

Pokojowa obsada personalna biura w marcu 1939 roku
- szef biura – płk uzbr. inż. Stanisław Witkowski
- zastępca szefa – płk dypl. sap. dr Marian Steifer
- sekretarz Komisji Unifikacyjnej Polsko-Rumuńskiej – kpt. adm. (art.) Marian II Jankowski
- szef Wydziału Organizacji – ppłk uzbr. inż. Adam Wierciak
- kierownik referatu – mjr dypl. piech. Władysław Józef Czyrko
- szef Wydziału Przemysłu Wojennego – ppłk uzbr. Adam Gielata
- kierownik referatu – mjr uzbr. mgr Tadeusz Biernacki
- szef Wydziału Surowców i Półfabrykatów – mjr dypl. uzbr. Karol Rudolf Józef Klimosch
- kierownik referatu – rtm. Mieczysław O’Berg